# Anna Pérez Pagès
Anna Pérez Pagès (24 de octubre de 1974-Barcelona, 28 de marzo de 2024) fue una periodista cultural española. 

## Biografía
Estudió filología inglesa en la Universidad de Barcelona, y completó sus estudios estudiando periodismo en la Universidad Pompeu Fabra y diplomándose en artes escénicas por la Universidad Autónoma de Barcelona. Comenzó su trayectoria profesional trabajando en Ràdio Gràcia y continuó en COM Ràdio donde presentó y dirigió varios programas, entre ellos Icult.com. Allí conoció a Joan Barril, quien en 2008 le propondría empezar a colaborar en el programa Qwerty de Betevé.
Más adelante empezó ya como presentadora en el programa A Escena, especializado en el sector teatral barcelonés, que duró cuatro temporadas. En 2013 empezaría a presentar Ártic, un programa cultural diario, también en Betevé, que duraría hasta 2022, cuando la cadena tuvo que cancelar el programa para hacer frente a recortes presupuestarios.
Como periodista, también colaboró con otros medios como Catalunya Ràdio, TV3, RAC 1, Ràdio 4 y El Periódico, y con instituciones como el Instituto Ramon Llull o el Centro de Cultura Contemporánea de Barcelona. También fundó la productora Mipiatxe (2009-2022) especializada en la creación y gestión de contenidos en redes sociales enfocados en el ámbito audiovisual y cultural.
Falleció el 28 de marzo de 2024 a los 49 años de edad en el Hospital del Mar, pocos meses después de que le diagnosticaran un cáncer. Parte del sector cultural español lamentó su muerte.

## Premios y distinciones
- Premios Arco de la industria musical por Ártic.[3]